# 篤行高士
篤行高士(とっこうこうし)は、兵庫県姫路市が善行篤実な奉仕活動を実践した市民に対して授与される称号。

## 篤行高士とは
篤行高士号の由来である、篤行とは真心のこもった行い、高士とは人格が優れ、気高く高潔な人を指す。この篤行高士の称号は、兵庫県姫路市が定める「姫路市市民博士及び篤行高士規則」に基づき、善行篤実な奉仕活動を実践した市民を顕揚し、社会公共の向上に寄与することを目的とし、多年奉仕活動を実践し、高い人格を有するとともに社会貢献の著しい者に対して授与される。

### 文献資料
- 新村出編『広辞苑 第六版』（岩波書店、2011年）ISBN 400080121X
- 松村明編『大辞林 第三版』（三省堂、2006年）ISBN 4385139059